# Gallerie di Piazza Scala
Het Gallerie di Piazza Scala of Gallerie d'Italia - Piazza Scala is een museum in de Italiaanse stad Milaan, behorend tot de Gallerie d'Italia. Het museum werd opgericht op 3 november 2011 en omvat zo'n 195 kunstwerken van Antonio Canova tot Umberto Boccioni en Salvatore Garau.

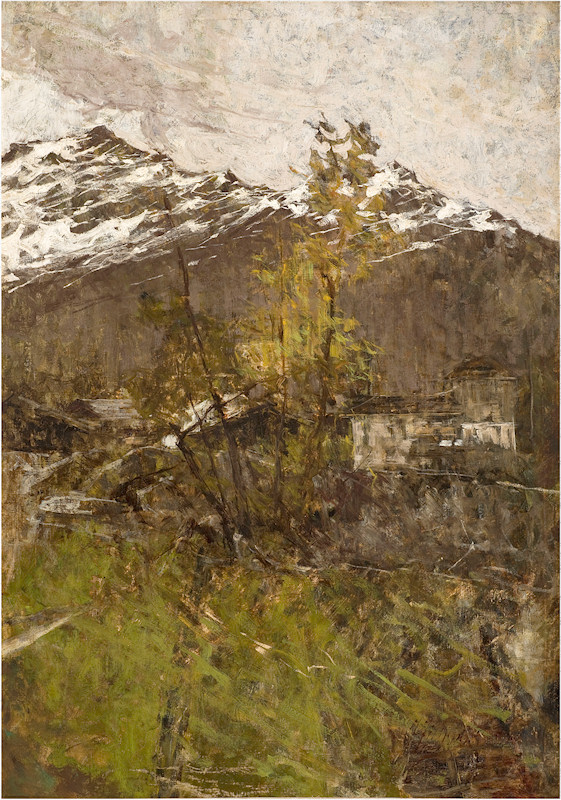
Prime nevi, Francesco Filippini 1889 ca.

## Kunstenaars en kunstwerken
Onder de 153 schilders van het Museo de "Piazza della Scala" in het centrum van Milaan, zijn de belangrijkste geselecteerd als belangrijke schilders in de geschiedenis van de hedendaagse Italiaanse kunst.
- Carla Accardi (Trapani 1924)
  - Verderosso, 1963, 96,7 x 146 cm
- Enrico Baj (Milan 1924 - Vergiate, Varese 2003)
  - Nuclear Landscape, 1951, 29 x 52,3 cm
  - Vedeteci quel che vi pare, 1951, 69,7 x 99,8 cm
- Giacomo Balla (Turin 1871 - Rome 1958)
  - Ricerca astratta (Due palme alla luce), 1920, 37 x 28 cm
- Alighiero Boetti (Turin 1940 - Rome 1994)
  - Senza titolo, 1966, 99,7 x 99,7 cm
  - AI IEOOEI LGHRBTT, 1975, 100 x 70 cm cada
- Agostino Bonalumi (Vimercate, Milan 1935)
  - Rosso, 1964, 70,5 x 60 x 4,5 cm
- Alberto Burri (Città di Castello, Perugia 1915 - Nice 1995)
  - Sabbia, 1952, 90 x 108,5 cm
  - Rosso Nero, 1953,98,8 x 85,2 cm
- Enrico Castellani (Castelmassa, Rovigo 1930)
  - Superficie bianca (Omaggio all'alba), 1971, 141 x 212 cm
- Sandro Chia (Florence 1946)
  - Ometto quando ti sentirai a tuo agio visto che sei a casa tua, 1976, 80 x 80 cm
- Francesco Filippini (Brescia 1853 – Milano 1895)
  - Prime Nevi, 1963, olio su tela, 115 x 80 cm
- Piero Dorazio (Rome 1927 - Perugia 2005)
  - Plasticità, 1949, 73 x 60 cm
  - Serpente, 1968, 175 x 350 cm
  - Doric IV, 1971, 199,5 x 61 cm
- Gillo Dorfles (Trieste 1910)
  - Intersezione II, 1956, óleo sobre tela, 55 x 80 cm
- Lucio Fontana (Rosario di Santa Fé 1899 - Comabbio, Varese 1968)
  - Concetto spaziale, 1951, 68 x 70 cm
  - Concetto spaziale, 1952, 34,5 x 49,5 cm
  - Concetto spaziale, 1956, 58 x 43,5 cm
  - Concetto spaziale. Attese, 1959-1960, 64,5 x 42,5 cm
  - Concetto spaziale: la Luna a Venezia, 1961, 150 x 150 cm
  - Concetto spaziale. Attese, 1964, 53 x 64 cm
  - Concetto spaziale. Attese, 1967, 81 x 65 cm
  - Concetto spaziale, 1967, 110 x 110 x 10,5 cm
  - Concetto spaziale, 1967, 28 x 49 cm
- Salvatore Garau (Santa Giusta, 1953)
  - Scultura che lancia-lucciole-segnali di pioggia, 1992, 105 x 105 cm
- Renato Guttuso (Bagheria, Palermo 1912 - Rome 1987)
  - Fichidindia, 1962, 115 x 146 cm
- Piero Manzoni (Soncino, Cremona 1933 - Milan 1963)
  - Achrome, 1958, 70 x 100 cm
- Gianni Monnet (Turin 1912 - Milan 1958)
  - Interno, 1947, 50 x 70 cm
- Giuseppe Santomaso (Venice 1907 - 1990)
  - Ricordo verde, 1953, 120,2 x 150 cm
- Mario Schifano (Homs 1934 - Rome 1998)
  - Ultimo autunno, 1963, 179 x 140 cm
  - Futurismo rivisitato, 1966, 100 x 52 cm
- Emilio Vedova (Venice 1919 - 2006)
  - Spazio inquieto T1, 1957, 134,5 x 167,9 cm
  - Spagna. Omaggio a Machado, 1959-1960, 129,7 x 57,7 cm